# میشل ماتیچویچ
میشل ماتیچویچ (کرواتی: Mišel Matičević؛ زادهٔ ۱۹۷۰) بازیگر سینما و بازیگر تلویزیون اهل آلمان است.
از فیلم‌ها یا برنامه‌های تلویزیونی که وی در آن نقش داشته‌است می‌توان به کوکوو و بابیلون برلین اشاره کرد.